# Score
Score — музичний альбом гурту Dream Theater. Виданий 29 серпня 2006 року лейблом Rhino Entertainment. Загальна тривалість композицій становить 157:14 (CD). Альбом відносять до напрямку прогресивний метал.

### Список треків

#### CD 1
1. «The Root of All Evil» (8:22)
2. «I Walk Beside You» (4:11)
3. «Another Won» (5:22)
4. «Afterlife» (5:56)
5. «Under a Glass Moon» (7:29)
6. «Innocence Faded» (5:36)
7. «Raise the Knife» (11:43)
8. «The Spirit Carries On» (9:46)

#### CD 2
1. «Six Degrees of Inner Turbulence» (41:33)
2. «Vacant» (3:01)
3. «The Answer Lies Within» (5:36)
4. «Sacrificed Sons» (10:38)

#### CD 3
1. «Octavarium» (27:16)
2. «Metropolis» (10:39)

#### DVD 1
1. «The Root of All Evil» (9:32)
2. «I Walk Beside You» (4:10)
3. «Another Won» (5:40)
4. «Afterlife» (7:28)
5. «Under a Glass Moon» (7:27)
6. «Innocence Faded» (6:16)
7. «Raise the Knife» (11:51)
8. «The Spirit Carries On» (9:37)
9. «Six Degrees of Inner Turbulence» (41:26)
10. «Vacant» (3:03)
11. «The Answer Lies Within» (5:36)
12. «Sacrificed Sons» (10:36)
13. «Octavarium» (27:29)
14. «Metropolis» (11:16)
15. Credits  (2:53)

#### DVD 2
- «The Score So Far…» фільм, що документує 20-річчя групи (56:25)
- «Octavarium — animacja» (3:06)
- «Another Day» (живий виступ, Токіо, 26 серпня 1993) (4:47)
- «The Great Debate» (живий виступ, Бухарест, 4 липня 2002) (13:37)
- «Honor Thy Father» (живий виступ, Чикаго, 12 серпня 2005) (9:47)